# Königreich Imeretien

Wappen des Königreichs Imeretien

Das Königreich Imeretien war eines der drei georgischen Königreiche, die nach dem Zerfall des Königreichs Georgien entstanden. Es wurde von Demetre, einem Bagratiden, vom Rest Georgiens abgespalten; je nach Quelle geschah dies 1445, 1455 oder 1466. Hauptstadt war Kutaissi. Da Imeretien zwischen Georgiern, Türken, Persern und Russen umkämpft war, konnten sich bald die Fürstentümer Mingrelien, Abchasien und Gurien (1466, blieb Vasall bis etwa 1547) abspalten.
1478 bis 1483 konnte es von Kachetien annektiert werden. Später konnten einzelne Könige von Imeretien Mingrelien (1661–1664) und Gurien (1681–1683, 1701/02, 1720) für kurze Zeit zurückgewinnen.
Mit der Annexion des Gebietes durch das Russische Reich im Jahr 1810 erlosch das Königreich. 

## Liste der Könige von Imeretien
- Demetre (1445–1455)
- Bagrat II (1455–1478)
- Aleksandri II (1478)

--Annexion durch Kachetien 1478-1483--
- Aleksandri II (1483–1510)
- Bagrat III (1510–1565)
- Giorgi II (1565–1585)
- Konstantini III (1585–1586)
- Levanti I (1586–1589)
- Bagrat IV (1589–1590)
- Rustam (1590–1605)
- Giorgi III (1605–1639)
- Aleksandri III (1639–1660)
- Bagrat V (1660)
- Vakhtang Jujuniashvili (1660–1661)
- Vameq (1661), auch Fürst Mingreliens
- Bagrat V (1661)
- Archili (Shah Nazar Khan) (1661–1663)
- Demetre Gurieli (1663–1664), auch Fürst Mingreliens
- Bagrat V (1664–1668)
- Vakhtang (1668)
- Bagrat V (1668–1678)
- Archili (1678–1679)
- Bagrat V (1679–1681)
- Aleksandri IV (1681)
- Giorgi III Gurieli (1681–1683), auch Fürst Guriens
- Aleksandri (1683–1689)
- Archili (1689–1691)
- Aleksandri IV (1691–1695)
- Archili (1695–1696)
- Giorgi IV Gotcha (1696–1698)
- Archili (1698)
- Svimeon (1698–1701)
- Mamia III Gurieli (1701–1702), auch Fürst Guriens
- Giorgi V Abashidze (1702–1707)
- Giorgi VI (1707–1711)
- Mamia III (1711–1712)
- Giorgi VI (1712–1713)
- Mamia III (1713–1714)
- Giorgi VI (1714–1720)
- Giorgi IV Gurieli (1720), auch Fürst Guriens
- Aleksandri V (1720–1741)
- Giorgi VII (1741)
- Aleksandri V (1741–1752)
- Giorgi VII (1752)
- Solomoni I (1752–1766)
- Taimurazi (1766–1768)
- Solomoni I (1768–1782)
- Davit II (1782–1792)
- Solomoni II (1792–1810), ging ins Exil (starb 1815)